# F3 (엔진)

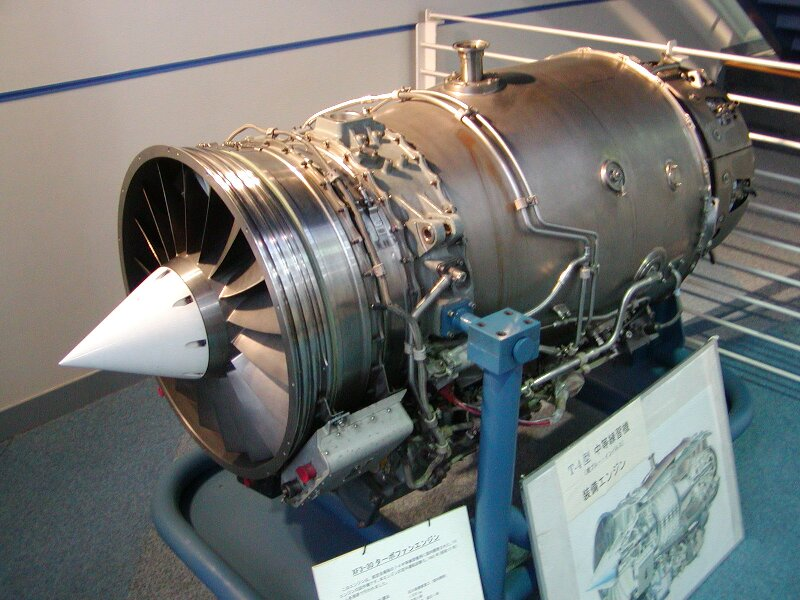
XF-3 엔진은 훈련기인 가와사키 T-4 훈련기에 탑재된다.

F3는 일본 IHI 제조사가 개발한 항공기용 엔진이다. 가와사키 T-4 훈련기에 탑재된다.

## 개발

### 일본 IHI 제조사의 군용기용 엔진
- 일본 - F3 : 가와사키 T-4 훈련기

- 일본 - XF5 : 미쓰비시 X-2 스텔스기

- 일본 - F7 : 가와사키 P-1 초계기

## 제원

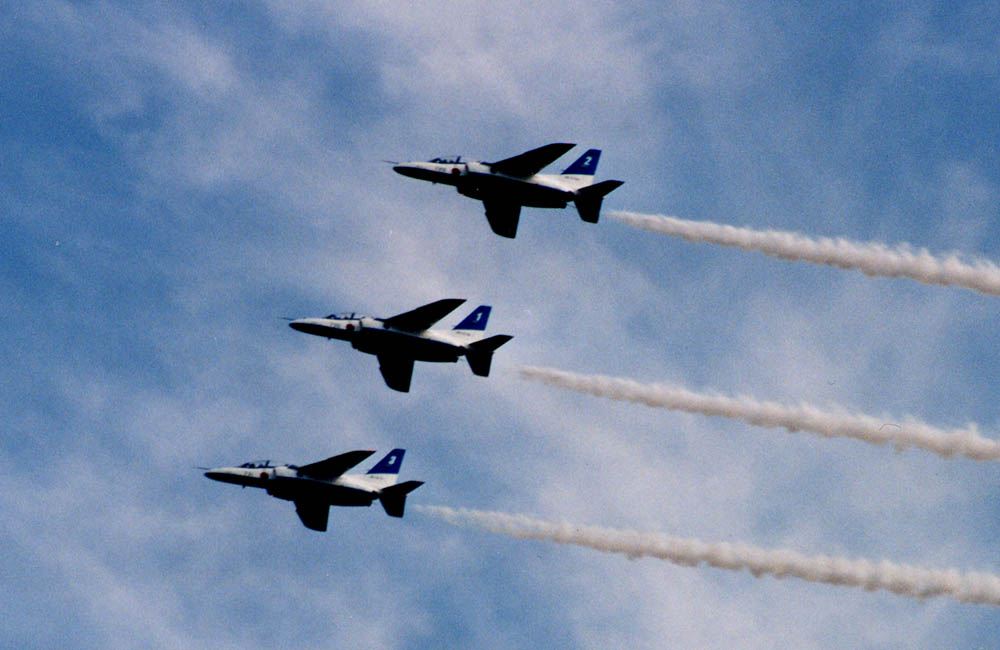
T-4 훈련기로 이루어진 블루임펄스

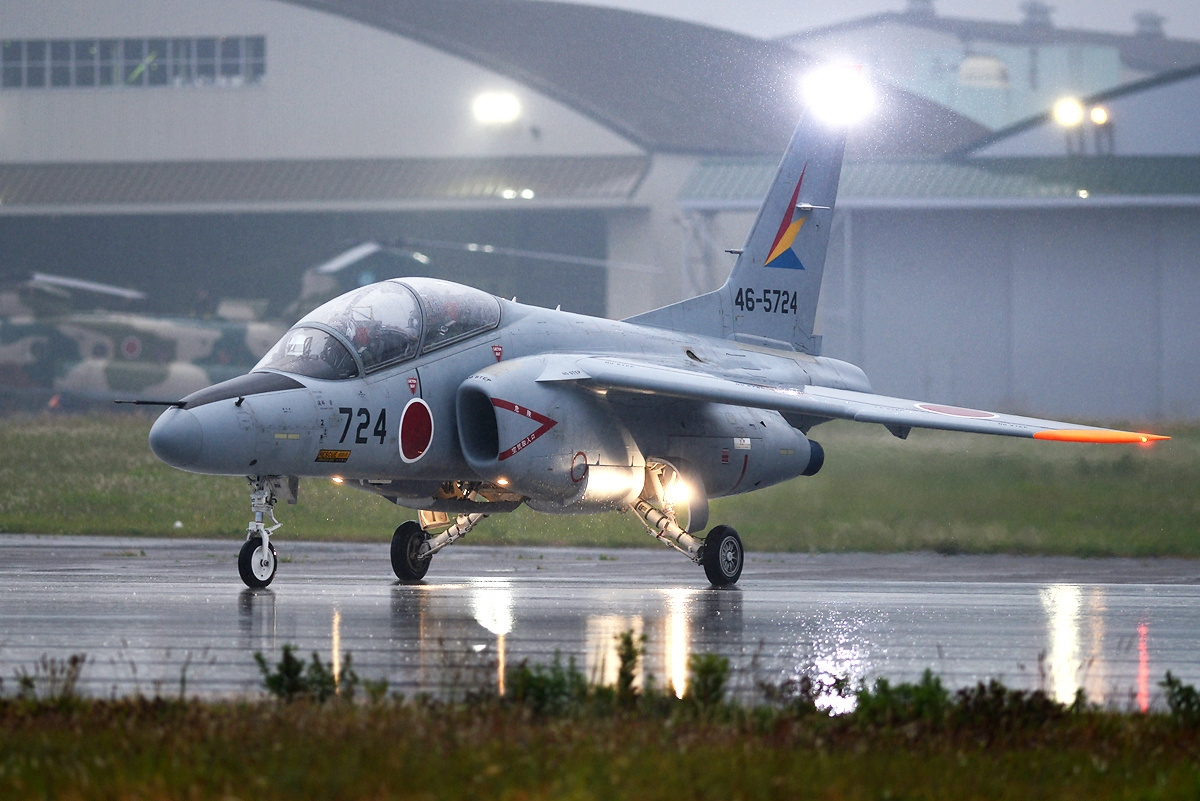
T-4 훈련기의 모습

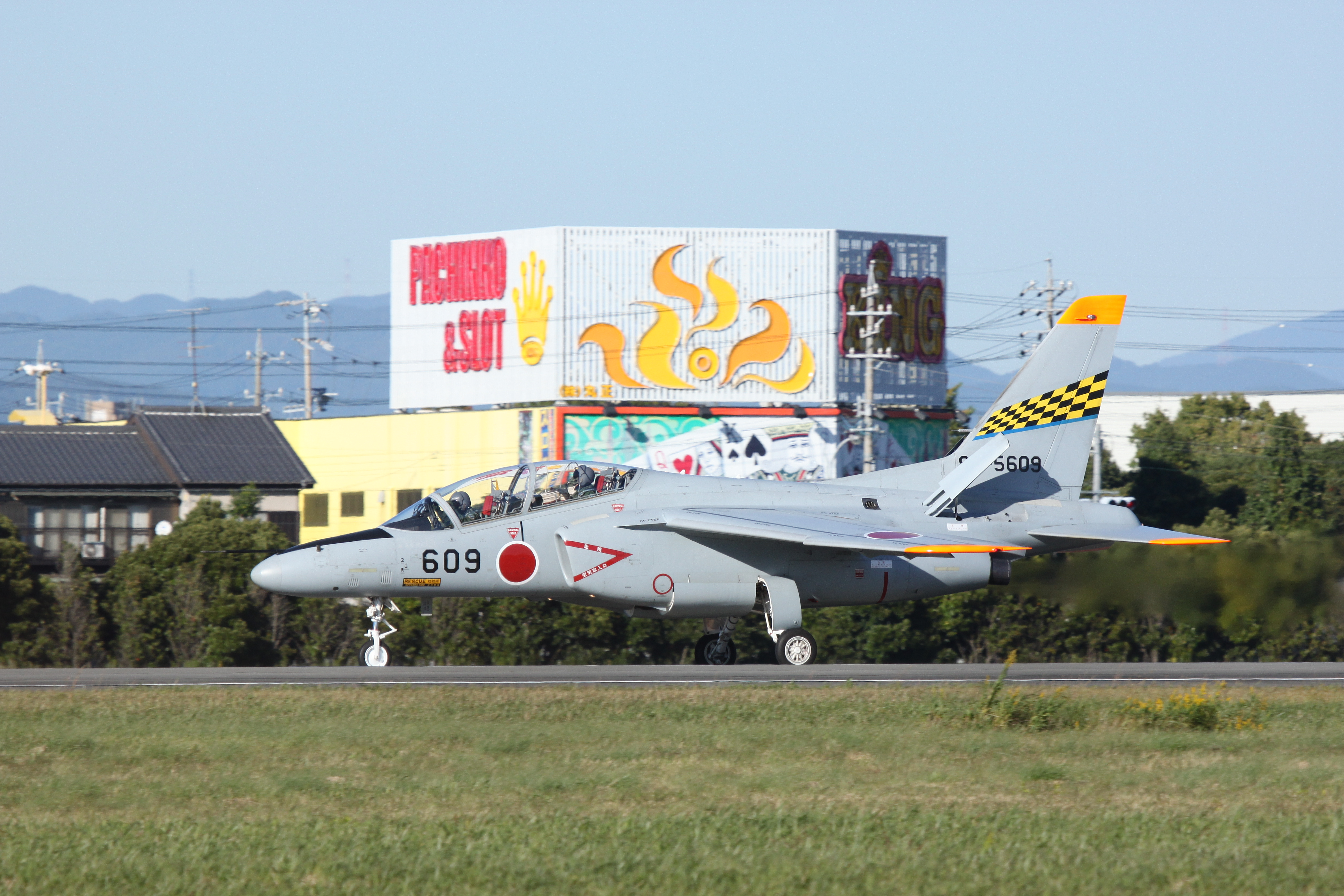
T-4 훈련기가 활주로 위에 있다.

### F3-IHI-30 / 30B
- 길이 : 2,020 mm
- 외경 : 560 mm
- 무게 : 340 kg
- 팬 : 축류 2 단 팬
- 압축기 : 축류 5 단 압축기
- 연소기 : 아뉴라 형 연소기
- 터빈 : 축류 1 단 공냉 고압 터빈 축류 2 단 저압 터빈
- 터빈 입구 온도 : 1050 ° C
- 바이 패스 비 : 0.9
- 전체 압력비 : 11
- 연료 : JP-4
- 추력 : 16.37kN (1670kg)
- 추력 중량비 : 4.9 : 1
- 탑재 기체 : T-4

### IHI-17
- 길이 : 3,000 mm
- 외경 : 560 mm
- 무게 : 501 kg
- 추력 : 2,100 kg
- 추력 중량비 : 4.2 : 1

### XF3-400
- 무게 : 501 kg
- 터빈 : 축류 1 단 공냉 고압 터빈 축류 1 단 저압 터빈
- 추력

2,100 kg (드라이 추력)
3,400 kg (애프터 버너 사용시)
- 추력 중량비 : 6.8 (애프터 버너 사용시)
- 전체 압력비 : 14
- 터빈 입구 온도 : 1,400 ℃

## 같이 보기
- F7 (엔진)
- XF9